# Supetar
Supetar (en italiano San Pietro della Brazza) es una localidad y ciudad croata (grad) ubicada en la isla de Brač, en el Condado de Split-Dalmacia. Se convirtió en centro administrativo oficial de la isla en 1827. La ciudad de Supetar incluye tanto la propia localidad de Supetar como las poblaciones cercanas de Splitska, Škrip y Mirca.
Su población de 3.326 personas (a 2011) la convierte en la mayor localidad de la isla con docenas de nuevos apartamentos en construcción cada año. Supetar es accesible a través de un ferry de la compañía Jadrolinija que conecta con la ciudad de Split en 45 minutos. El idioma oficial es el Croata, aunque una parte significativa de sus habitantes hablan además inglés, italiano o alemán.